# Neosho Falls
Neosho Falls és una població dels Estats Units a l'estat de Kansas. Segons el cens del 2000 tenia 179 habitants.

## Demografia
Segons el cens del 2000, Neosho Falls tenia 179 habitants, 76 habitatges, i 45 famílies. La densitat de població era de 125,7 habitants/km².
Dels 76 habitatges en un 28,9% hi vivien nens de menys de 18 anys, en un 47,4% hi vivien parelles casades, en un 10,5% dones solteres, i en un 39,5% no eren unitats familiars. En el 38,2% dels habitatges hi vivien persones soles el 18,4% de les quals corresponia a persones de 65 anys o més que vivien soles. El nombre mitjà de persones vivint en cada habitatge era de 2,36 i el nombre mitjà de persones que vivien en cada família era de 3,13.
Per edats la població es repartia de la següent manera: un 30,7% tenia menys de 18 anys, un 3,9% entre 18 i 24, un 21,8% entre 25 i 44, un 28,5% de 45 a 60 i un 15,1% 65 anys o més.
L'edat mediana era de 39 anys. Per cada 100 dones de 18 o més anys hi havia 100 homes.
La renda mediana per habitatge era de 27.188 $ i la renda mediana per família de 33.000 $. Els homes tenien una renda mediana de 29.250 $ mentre que les dones 14.583 $. La renda per capita de la població era de 9.543 $. Entorn del 18,8% de les famílies i el 24,8% de la població estaven per davall del llindar de pobresa.

## Poblacions més properes
El següent diagrama mostra les poblacions més properes.